# Komarnica Ludbreška
Komarnica Ludbreška – wieś w Chorwacji, w żupanii varażdińskiej, w gminie Sveti Đurđ. W 2011 roku liczyła 180 mieszkańców.